# Brienomyrus adustus
Brienomyrus adustus és una espècie de peix africà del gènere Brienomyrus en la família Mormyridae que pertany al grup dels denominats «lluços del riu Nil». Està present en diverses conques hidrogràfiques costaneres africanes pertanyents a Camerun, d'on és nativa.
Pot aconseguir una grandària aproximada de 10 cm.

## Estat de conservació
D'acord amb la UICN presenta «Dades insuficients (DD)».